# Manuel Ordovás González
Manuel Ordovás González (9 de diciembre de 1912, Madrid - 16 de abril de 1999, Madrid) fue un militar español de caballería que ostentó el grado de general de división. Participó en los  juegos olímpicos de Helsinki de 1952 en la categoría de saltos, obteniendo la décima posición. En 1970 presidió el Consejo de guerra de Burgos contra miembros de ETA por el asesinato del policía Melitón Manzanas. 
Forma parte, como teniente, de los llamados Jinetes de Alcalá, un grupo de 29 militares del arma de Caballería adscritos al Regimiento  de cazadores Villarrobledo, destinado en Alcalá de Henares que, a finales de junio de 1936, fueron confinados en el Fuerte de San Carlos de Palma de Mallorca.
El Gobierno de la  Segunda República con motivo de unos incidentes entre militares y miembros de partidos izquierdistas hizo una depuración de este regimiento y del de Calatrava. En el Castillo coincide con el jefe de la Falange Española en Mallorca, Alfonso de Zayas, que también estaba encarcelado y que le pone en contacto con otros militares que conspiraban contra la República. Cuando se produce el Golpe de Estado del 18 de julio, dichos militares se ponen a las órdenes de los rebeldes.
Tras unos meses en Mallorca vuelve a la península y es destinado al Regimiento de Calatrava. En enero de 1937 fue herido de gravedad en el frente de Madrid.
En 1941 el Ayuntamiento de Palma, presidido por José Oleza de España le concede la medalla de plata de la ciudad.
En 1966 era teniente coronel y Jefe del Centro de Entrenamiento Ecuestre de la Escuela de Aplicación y Equitación del Ejército.
En 1969 era coronel, Jefe del Regimiento Acorazado España y fue Presidente del Consejo de guerra que juzga al miembro de ETA Andoni Arrizabalaga, y que le condena a muerte.
En 1970 presidió el Consejo de guerra de Burgos contra 16 miembros de ETA por el asesinato del inspector de policía Melitón Manzanas, Jefe de la Brigada Político-Social de Guipúzcoa, algunos de los cuales fueron condenados a muerte.
En 1972 fue ascendido a General de Brigada y en 1976 nombrado Director de Promoción en la Delegación Nacional de Deportes.
Estuvo casado con María Adelaida Gómez-Jordana Huelín, sobrina del primer  conde de Jordana, con la que tuvo cinco hijos: Cristina, casada con Juan Goyeneche y Moreno ,Conde de Ruiz de Castilla e hijo del conde de Guaqui, Jaime,comandante de Iberia y anticuario, Rafael, casado y divorciado de Pilar Lladó, hija del exministro José Lladó, Paloma y Alfonso, casado con Mercedes Ramírez.
- Datos: Q73785313